# 法律教育

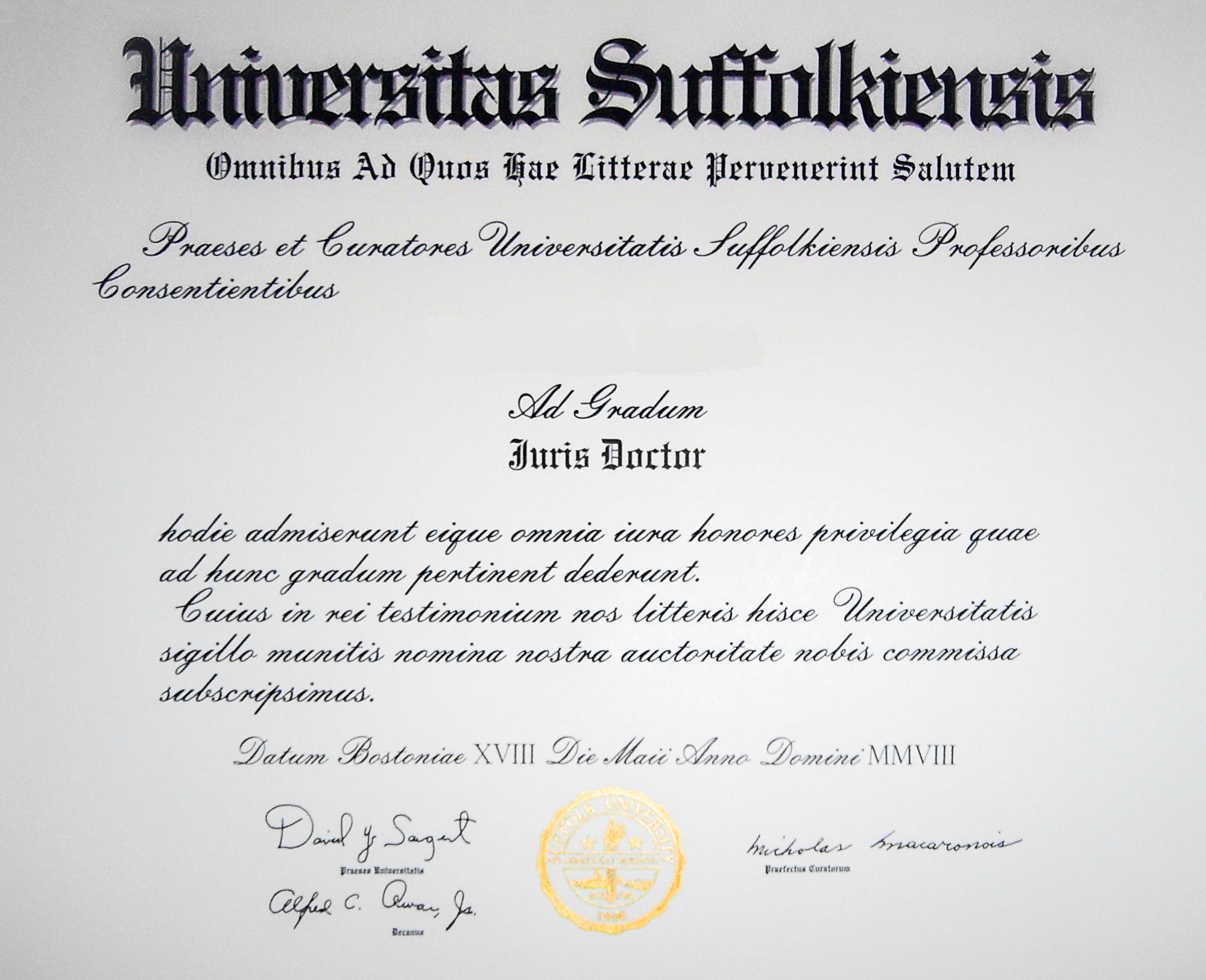
美國薩福克大學法學院典型的法學博士文憑.

法律教育，是准备学生从事法律工作为目的的教育。在西方，大学自中世纪以来便一直提供法律教育。18世纪至19世纪，开始出现大学法学院。法律教育既包括学术教学，又需同时培养学生的法律职业素养。

## 历史
在中世纪欧洲，大学提供教会法和罗马法教学。但大学不教授地方法或习惯法，因为后者被认为过于偏狭、不值得在大学学习。欧洲大学大约于18世纪起开始研究本国法律，其中瑞典乌普萨拉大学对瑞典法律的研究，可追溯到17世纪初。
欧洲大陆的欧陆法系制度，主要是从罗马法发展而来，因此促进了大学从罗马法向国家法的过渡。而在英国，法律体系则是本土发展的普通法。中世纪时期的英国法律教育，主要由律師學院提供，包括阅读、实践练习等。但律师学院的普通法教育在16世纪末逐渐衰落，被法律书籍取代，因此17世纪中叶以后，英国几乎没有组织化的法律教育。
1729年，英国引入事务律师（solicitor）学徒制（apprenticeship）。著名法学家威廉·布莱克斯通，便是于1750年代在牛津大学讲授英国法律。但英国大学内提供的普通法教学，直到19世纪才发展成熟。在英国、欧洲大陆和世界其他大部分地区，大学法律教育成为了本科教育课程，并一直保持至今。自20世纪末21世纪初以来，部分国家地区开始采用美国法律教育模式，既将大学的法律教育视作专业教育，而不仅是学术教育。

## 学位
常见的法学学位包括：法学学士（LL.B.)、法學碩士（LL.M.）法學博士，哲学博士(法學專業亦授予)等。

## 延伸閱讀
- Duncan Kennedy: Legal Education and the Reproduction of Hierarchy, New Edition, New York Univ Press, 2004, ISBN 0-8147-4778-7